# Ihlenfeldtia excavata
Ihlenfeldtia excavata är en isörtsväxtart. Ihlenfeldtia excavata ingår i släktet Ihlenfeldtia och familjen isörtsväxter.

## Underarter
Arten delas in i följande underarter:
- I. e. excavata
- I. e. vanbredae